# Bohdan Zadura

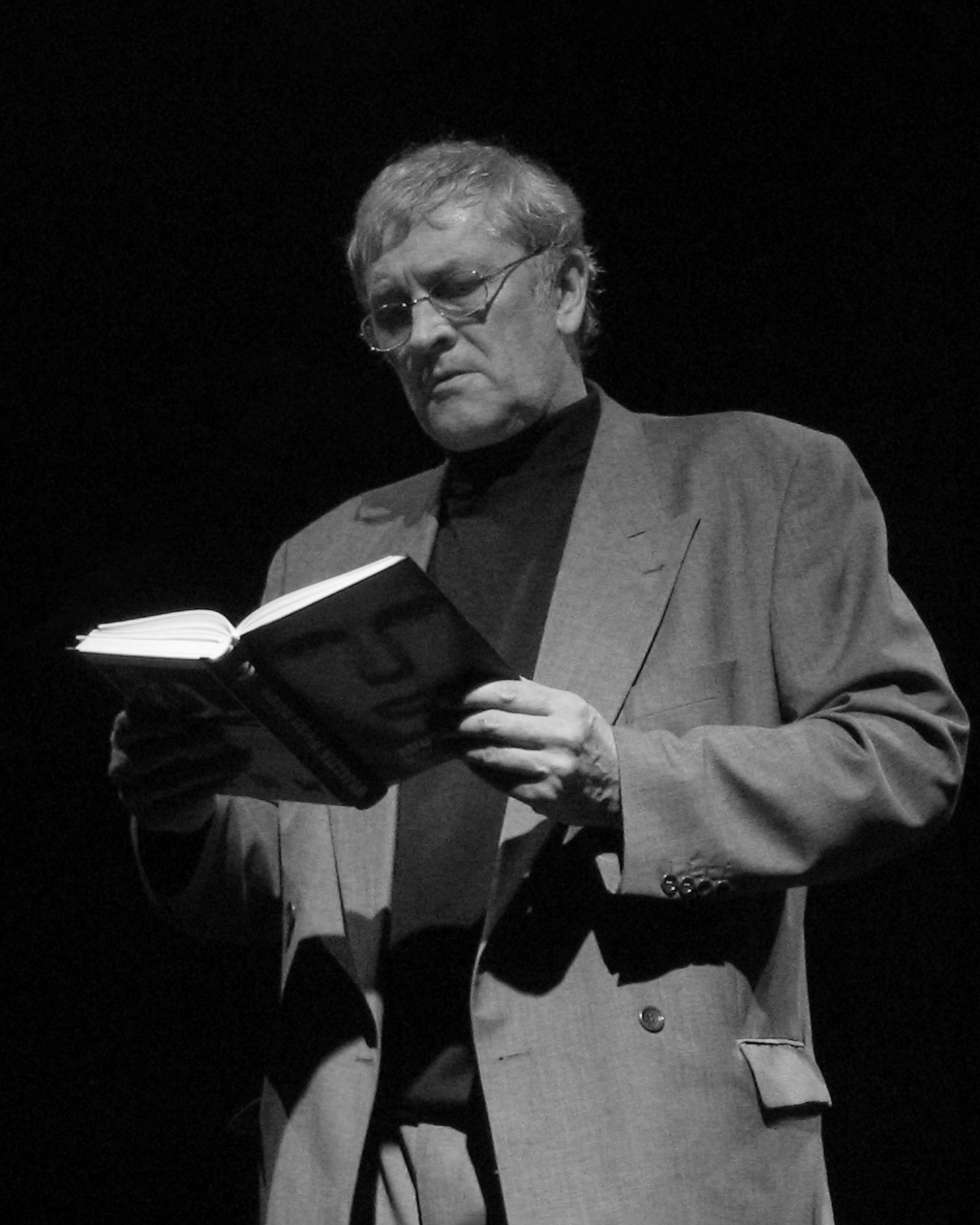
Bohdan Zadura

Bohdan Zadura (* 18. Februar 1945 in Puławy) ist ein polnischer Lyriker, Erzähler, Übersetzer und Literaturkritiker.

## Leben
Zadura debütierte 1962 in „Kamena“. Er war Redakteur der Lubliner Literaturzeitschrift „Akcent“, ab 2004 Chefredakteur bei „Twórczość“/Warschau. Er ist Übersetzer von Lyrik u. a. aus dem Englischen, Ukrainischen (Anthologie Wiersze zawsze są wolne/Gedichte sind immer frei 2005) und Ungarischen. Zadura nahm am Poesiefestival „wortlust“ in Leipzig 1995 und dem deutsch-polnischen Poetendampfer 1997 teil. Übersetzungen Zaduras ins Deutsche erfolgten von Henryk Bereska, Andreas Reimann, Dieter Kalka und Doreen Daume, ins Ukrainische von Dmytro Pavlychko, Andrij Bondar, Mykola Rjabchuk und Andrij Ljubka. Zadura wurde 2010 Ehrenbürger von Puławy. Für den Band „Nocne życie/Nachtleben“ erhielt er 2011 den Breslauer Lyrikpreis Silesius in der Kategorie „książka roku/Buch des Jahres“; 2018 wurde er mit demselben Preis für sein Gesamtwerk ausgezeichnet. Texte auf Deutsch erschienen im Ostragehege, in der Anthologie Es ist Zeit, wechsle die Kleider und in der Anthologie Lubliner Lift.

## Werke

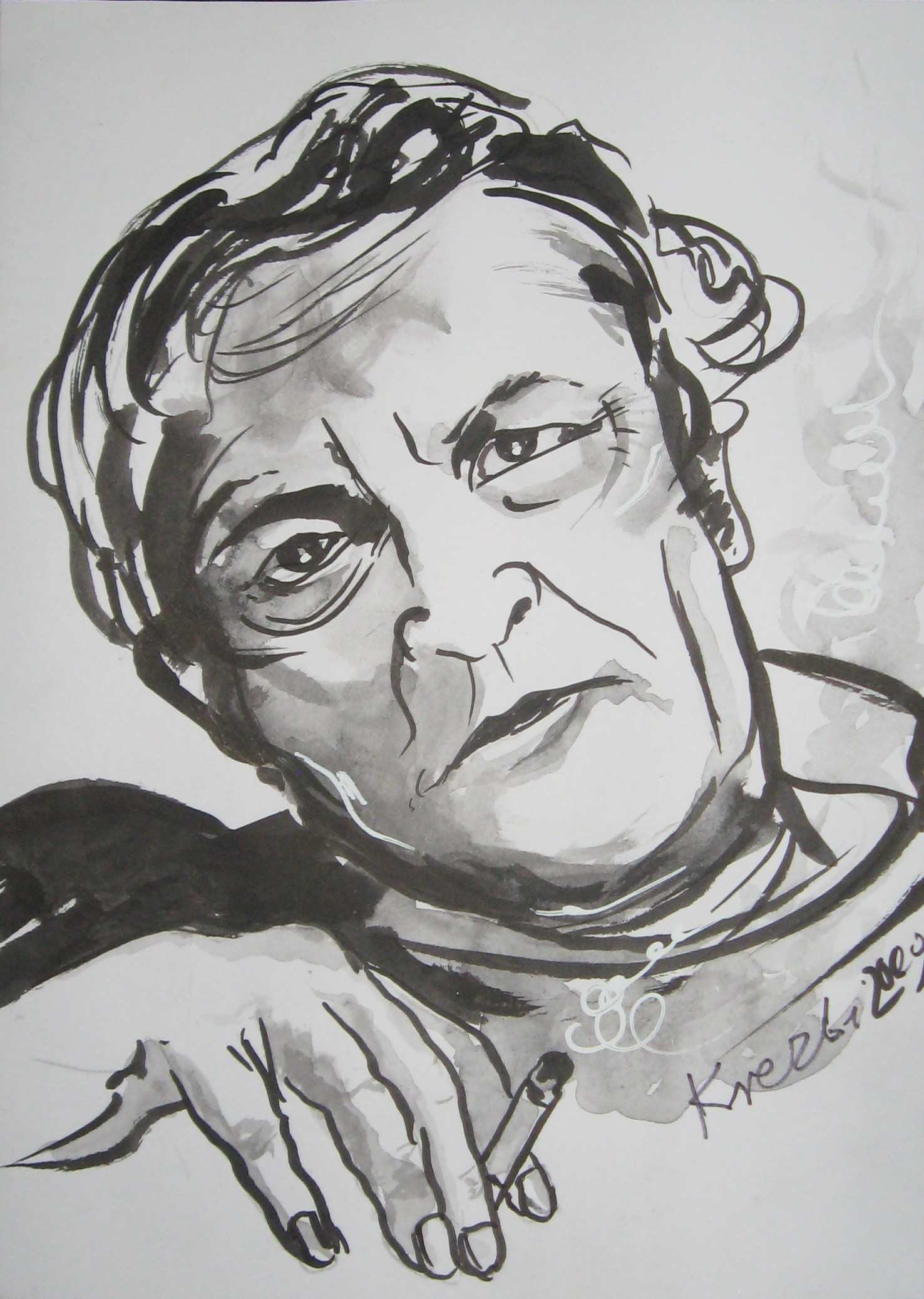
Porträt Bohdan Zaduras von Zbigniew Kresowaty

### Lyrik
- W krajobrazie z amfor, Czytelnik, Warszawa 1968
- Podróż morska, Czytelnik, Warszawa 1971
- Pożegnanie Ostendy, Czytelnik, Warszawa 1974
- Małe muzea, Czytelnik, Warszawa 1977
- Zejście na ląd, Czytelnik, Warszawa 1983
- Starzy znajomi, Czytelnik, Warszawa 1986
- Prześwietlone zdjęcia, Wydawnictwo Lubelskie, Lublin 1990
- Cisza, Wydawnictwo a5, Poznań 1994
- Cisza, Pomona, Wrocław 1996
- Noc poetów. Warszawa pisarzy, Centrum Sztuki – Teatr Dramatyczny, Legnica 1998
- Kaszel w lipcu, Pomona, Wrocław 2000
- Więzień i krotochwila, Zielona Sowa, Kraków 2001
- Poematy, Biuro Literackie, Legnica 2001
- Ptasia grypa, Biuro Literackie, Legnica 2002
- Kopiec kreta, Biuro Literackie, Wrocław 2002
- Stąd: wiersze puławskie, Towarzystwo Przyjaciół Puław, Puławy 2002
- Wiersze zebrane (3 tomy/3 Bände), Biuro Literackie, Wrocław 2005/2006
- Wszystko, Biuro Literackie, Wrocław 2008
- Nocne życie, Biuro Literackie, Wrocław 2010
- Zmartwychwstanie ptaszka (wiersze i sny) 2012

### Prosa
- Lata spokojnego słońca, Lublin: Wydawnictwo Lubelskie, 1968
- A żeby ci nie było żal, Lublin: Wydawnictwo Lubelskie, 1972
- Patrycja i chart afgański, Warszawa: Czytelnik, 1976
- Do zobaczenia w Rzymie, Warszawa: Czytelnik, 1980
- Lit, Gdańsk: Marabut, 1997
- Proza tom 1. Opowiadania/Prosa Band 1, Erzählungen, Wrocław: Biuro Literackie, 2005
- Proza tom 2. Powieści/Prosa Band 2, Romane, Wrocław: Biuro Literackie, 2006

### Essay
- Radość czytania (1980).
- Tadeusz Nowak (1981).
- Daj mu tam, gdzie go nie ma (1996).
- Między wierszami/Zwischen Gedichten, Biuro Literackie, Legnica 2002
- Szkice, recenzje, felietony. Tom 1/Skizzen, Rezensionen, Feuilletons, Band 1, Biuro Literackie, Wrocław 2007
- Szkice, recenzje, felietony. Tom 1, Biuro Literackie, Wrocław 2007

### Übersetzungen
- D.J. Enright, Księga Fausta, Wydawnictwo Lubelskie, Lublin 1984.
- Dmytro Pawlytschko, Tajemnica twojej twarzy (1989).
- Tony Harrison, Kumkwat dla Johna Keatsa, PIW, Warszawa 1990.
- John Ashbery, No i wiesz (1993) (zusammen mit Andrzej Sosnowski und Piotr Sommer).
- D.J. Enright, Rok akademicki (1997).
- Mihály Babits, Księga Jonasza, Wydawnictwo Pomona 1998.
- Tony Harrison, Sztuka i zagłada, Biuro Literackie, Legnica 1999
- Dmytro Pawlytschko, Naparstek (2000).
- John Guzlowski, Język mułów i inne wiersze, Biblioteka Śląska, Katowice 2002
- Wassyl Machno, Wędrowcy, Wydawnictwo Bonami, Poznań 2003 (zusammen mit Andrzej Nowak und Renata Rusnak)
- Wiersza zawsze są wolne. Poezja ukraińska w przekładach Bohdana Zadury, Biuro Literackie, Wrocław 2004, 2005, 2007
- Jurij Andruchowycz, Piosenki dla martwego koguta, Biuro Literackie, Wrocław 2005, 2005, 2007
- Andrij Bondar, Jogging, Wydawnictwo Mamiko, Nowa Ruda 2005 (zusammen mit Adam Wiedemann)
- Wassyl Machno, 34 wiersze o Nowym Jorku i nie tylko, Biuro Literackie, Wrocław 2005
- Serhij Schadan, Historia kultury początku stulecia, Biuro Literackie, Wrocław 2005
- Andrij Ljubka, Killer, Biuro Literackie, Wrocław 2013.
- Dzwinka Matijasz, Powieść o ojczyźnie, Biuro Literackie, Wrocław 2014.
- Wassyl Machno, Listy i powietrze. Opowiadania pograniczne, Akcent, Lublin 2015.
- Kateryna Babkina, Szczęśliwi nadzy ludzie. Warsztaty Kułtury, Lublin 2017.

### Interviews
- Klasyk na luzie. Rozmowy z Bohdanem Zadurą, wybr., oprac. Jarosław Borowiec, Wrocław 2011.

### Auszeichnung
- Drahomán-Preis 2022 für seine Übersetzungen von Werken Kateryna Babkinas, Wassyl Machnos und Jurij Wynnytschuks.

### Über Zadura
- Jarosław Borowiec, Zadura. Ścieżka wiersza, Puławy 2008.